# 格桑嘉措 (新噶當巴)

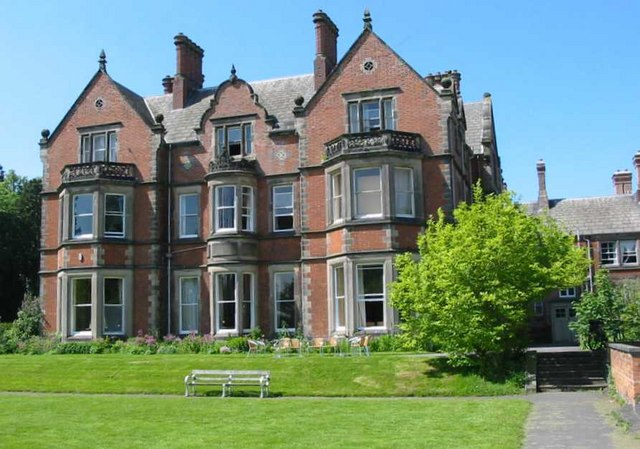
位於德比郡的塔拉佛教中心，1983年由格桑嘉措建立

格桑嘉措（藏語：བཀལ་བཟང་རྒྱ་མཚོ།，威利转写：bskal bzang rgya mtsho，THL：Kelsang Gyatso，1931年7月19日—2022年9月17日），西藏格魯派僧侶，為新噶當巴的領導者。他的弟子都尊稱他為格西拉 (Geshe-la) 。

## 生平
格桑嘉措在六歲時出家，成為格魯派的僧人，經過長期的修學，成功取得格西的頭銜。他隨即在上師赤絳仁波切的指示下，在喜瑪拉雅山區進行了十八年的閉關。
他跟隨第十四世達賴喇嘛流亡到印度。但是因為第十四世達賴喇嘛後來公開反對並禁止多傑雄登信仰，與他產生歧見，格桑嘉措在印度的藏族人流亡社區內遭到排擠與迫害。格桑嘉措在1977年到達英國，組織文殊禪修中心，成為住持。他稱呼自己的教法為新噶當巴（New Kadampa），意思為純淨的噶當巴教法。格桑嘉措致力於把古老的藏傳佛教的智慧傳播至世界各地，並且使其適應於現代社會。他在世界各地建立了一千多個噶當巴禪修中心。

## 多傑雄登信仰之爭議
格桑嘉措的上師赤絳仁波切，是著名的多傑雄登信仰的支持者，他也曾是第十四世達賴喇嘛親近的上師之一。第十四世達賴喇嘛在青年時期，也曾經修習過多傑雄登之法。但第十四世達賴喇嘛到達印度時，公開反對並明令禁止多傑雄登信仰，要求藏傳佛教格魯派信徒放棄崇拜多傑雄登。
格桑嘉措因此被迫離開印度，建立新噶當巴傳承，繼續堅持多傑雄登信仰。多傑雄登信仰的崇拜者中除了新噶當巴傳承的信徒，還包括某些被稱為雄天宗的激進派份子，雄天宗信徒曾經多次發動政治暗殺，並要求第十四世達賴喇嘛對中國政府採取更強硬的態度，包括恐怖活動，以謀求西藏獨立。
但是格桑嘉措本人否認他的「新噶當巴傳承」與雄天宗之間有任何關聯。格桑嘉措所建立的「新噶當巴傳承」也盡量不涉及敏感的政治問題，並且強調僅僅專注于繼承和傳播藏密佛法。

## 來源網址
1. ↑  . Kadampa Buddhism. 2022-09-19  [2022-09-20]. （原始内容存档于2022-09-22） （美国英语）.

## 外部連結
- 文殊禪修中心官網 （页面存档备份，存于）